# Heinrich Dammann
Heinrich Dammann (* 3. September 1924 in Söhlde; † 27. März 2013) war ein deutscher Fabrikant und Kommunalpolitiker.

## Leben
Im Jahr 1946 trat Heinrich Dammann der CDU bei, 1948 wurde er Ratsmitglied und Gemeindedirektor der Söhlder Kommunalverwaltung. Bis 1996 war er Ratsmitglied. Von 1952 bis 1960 war er Mitglied des Kreisvorstands des Niedersächsischen Landgemeindetags.
1955 gründete er die Kalk- und Kreidewerke Budde, Dammann OHG, aus der 1966 die Vereinigte Kreidewerke Dammann KG in Söhlde hervorging, deren Persönlich haftender Gesellschafter er war und die, inzwischen zur GmbH & Co. KG umfirmiert, gegenwärtig in Söhlde, Lägerdorf (Schleswig-Holstein) und Klementelvitz auf Rügen (Mecklenburg-Vorpommern) Werke hat.
Heinrich Dammann war evangelisch, ab 1952 verheiratet mit Ortrud Dammann, geborene Bode (1924–2014), und lebte in Söhlde.
1991 gründete das Ehepaar Dammann die Heinrich-Dammann-Stiftung zur Förderung der kirchlichen und weltlichen Jugendarbeit mit 100.000 DM. In den Folgejahren vergrößerten sie das Stiftungsvermögen erheblich. Die Stiftung gehört damit zu den größten kirchlichen Stiftungen in Deutschland, die Jugendarbeit fördern.

## Auszeichnungen
- 1980: Bundesverdienstkreuz Erster Klasse[1]
- 2009: Erster Ehrenbürger von Söhlde[5]
- Ehrenvorsitzender des Turn- und Sportvereins